# Article 3 de la Constitution de la Cinquième République française
Article 2 Article 4
L'article 3 de la Constitution de la Cinquième République française fait partie du titre I sur la souveraineté, et traite de l'exercice de la souveraineté nationale depuis le passage à la Cinquième République le 5 octobre 1958.

## Texte
Cet article comporte aujourd'hui quatre alinéas :
« La souveraineté nationale appartient au peuple qui l'exerce par ses représentants et par la voie du référendum.

Aucune section du peuple ni aucun individu ne peut s'en attribuer l'exercice.
Le suffrage peut être direct ou indirect dans les conditions prévues par la Constitution. Il est toujours universel, égal et secret.

Sont électeurs, dans les conditions déterminées par la loi, tous les nationaux français majeurs des deux sexes, jouissant de leurs droits civils et politiques. »
— Article 3 de la Constitution
La Constitution du 27 octobre 1946 retenait une disposition constitutionnelle analogue. 
Un cinquième alinéa : « La loi favorise l'égal accès des femmes et des hommes aux mandats électoraux et fonctions électives »,  a été créé par une loi constitutionnelle du 8 juillet 1999. Depuis la loi constitutionnelle du 23 juillet 2008, cette disposition figure à l'article 1er.

## Origine
L'article 3 de la Constitution du 4 octobre 1958 reprend, en les adaptant, les articles 3 et 4 de la Constitution du 27 octobre 1946.

### Les trois premiers alinéas
Les trois premiers alinéas de l'article 3 de la Constitution du 4 octobre 1958 reprennent les quatre alinéas de l'article 3 de la Constitution du 27 octobre 1946, aux termes desquels :
« La souveraineté nationale appartient au peuple français.
« Aucune section du peuple ni aucun individu ne peut s'en attribuer l'exercice.
« Le peuple l'exerce, en matière constitutionnelle, par le vote de ses représentants et par le référendum.
« En toutes autres matières, il l'exerce par ses députés à l'Assemblée nationale, élus au suffrage universel, égal, direct et secret ».

#### L'alinéa premier
« La souveraineté nationale appartient au peuple [...] » : le premier alinéa de l'article 3 de la Constitution du 4 octobre 1958 reprend in limine celui de la Constitution du 27 octobre 1946, sans toutefois qualifier le peuple de « peuple français ». 
Le qualificatif « français » a été supprimé lors des travaux préparatoires, à la suite des observations de Guy Mollet et de Jacques Soustelle.
« [...] qui l'exerce par ses représentants et par la voie du référendum » : le premier alinéa de l'article 3 de la Constitution du 4 octobre 1958 reprend in fin alinéas 3 et 4 de l'article 3 de la Constitution du 27 octobre 1946, mais sans distinguer, contrairement à ceux-ci, l'exercice de la souveraineté nationale « en matière constitutionnelle » de son exercice « en toutes autres matières ».
Les alinéas 3 et 4 de l'article 3 de la Constitution du 27 octobre 1946 distinguaient, en effet, l'exercice de la souveraineté nationale « en matière constitutionnelle » — c'est-à-dire en matière de révision de la Constitution — de son exercice « en toutes autres matières » — c'est-à-dire en matière législative.
Le peuple français n'exerçait la souveraineté nationale « par le vote de ses représentants et par le référendum » qu'« en matière constitutionnelle » : « en toutes autres matières », il ne l'exerçait que « par ses députés à l'Assemblée nationale ».
Le premier alinéa de l'article 3 de la Constitution du 4 octobre 1958 ne reproduit pas une telle distinction.
Cela résulte de l'article 11 de la Constitution du 4 octobre 1958. La Constitution du 27 octobre 1946 ne prévoyait de référendum qu'en matière de révision de la Constitution. L'alinéa 6 de son article 90 disposait que le projet de loi portant révision de la Constitution « est soumis au référendum, sauf s'il a été adopté en seconde lecture par l'Assemblée nationale à la majorité des deux tiers ou s'il a été voté à la majorité des trois cinquièmes par chacune des deux assemblées ». En revanche, contrairement à la Constitution du 27 octobre 1946, la Constitution du 4 octobre 1958 prévoit un référendum en matière législative.
Cela résulte aussi de la restauration du bicamérisme. Sous l'empire de la Constitution du 27 octobre 1946, si le Parlement comprenait l'Assemblée nationale et le Conseil de la République, la première « vot[tait] seule la loi » : « Le Conseil de la République examinait, pour avis, les projets et propositions de loi votés en première lecture par l'Assemblée nationale ». « Si l'avis du Conseil de la République [était] conforme ou s'il n'a[vait] pas été donné dans les délais [qui lui étaient impartis à cet effet], la loi [était] promulguée dans le texte voté par l'Assemblée nationale ». D'autre part, « Si l'avis [du Conseil de la République] n'[était] pas conforme, l'Assemblée nationale examin[ait] le projet ou la proposition de loi en seconde lecture ». En ce cas, « Elle statu[ait]  définitivement et souverainement sur les seuls amendements proposés par le Conseil de la République, en les acceptant ou en les rejetant en tout ou en partie ». « En cas de rejet total ou partiel de ces amendements, le vote en seconde lecture de la loi a[vait] lieu au scrutin public, à la majorité absolue des membres composant l'Assemblée nationale, lorsque le vote sur l'ensemble a été émis par le Conseil de la République dans les mêmes conditions ».
À cela s'ajoute que l'expression « en toutes autres matières » — c'est-à-dire en toutes matières, autres que de révision de la Constitution — n'était guère compatible avec l'article 37 de la Constitution du 4 octobre 1958, aux termes duquel : « Les matières autres que celles qui sont du domaine de la loi ont un caractère réglementaire » — c'est-à-dire relèvent du domaine du règlement.

#### L'alinéa 2
« Aucune section du peuple ni aucun individu ne peut s'en attribuer l'exercice » : l'alinéa 2 de l'article 3 de la Constitution du 4 octobre 1958 reproduit ainsi in extenso celui de la Constitution du 27 octobre 1946.
D'autre part, comme l'article 3 de la Constitution du 27 octobre 1946, mais contrairement à l'article 43 du projet de Constitution du 19 avril 1946, l'article 3 de la Constitution du 4 octobre 1958 ne précise pas que « [la souveraineté nationale] s'exerce conformément à la Constitution ».

### L'alinéa 3
« Le suffrage peut être direct ou indirect dans les conditions prévues par la Constitution. Il est toujours universel, égal et secret » : l'alinéa 3 de l'article 3 de la Constitution du 4 octobre 1958 est une adaptation de l'alinéa 4 de l'article 3 de la Constitution du 27 octobre 1946.
Nous savons que celui-ci disposait que : En toutes autres matières, il l'exerce par ses députés à l'Assemblée nationale, élus au suffrage universel, égal, direct et secret.

### L'alinéa 4
« Sont électeurs, dans les conditions déterminées par la loi, tous les nationaux français majeurs des deux sexes, jouissant de leurs droits civils et politiques » : l'alinéa 4 de l'article 3 de la Constitution du 4 octobre 1958 reproduit, quant à lui, l'unique alinéa de l'article 4 de la Constitution du 27 octobre 1946, mais sans distinguer les « nationaux français » des « ressortissants français ».
L'article 4 de la Constitution du 27 octobre 1946 disposait, en son unique alinéa, que : « Sont électeurs, dans les conditions déterminées par la loi, tous les nationaux et ressortissants français majeurs des deux sexes, jouissant de leurs droits civils et politiques ».
Ce faisant, il distinguait les « nationaux français » des « ressortissants français ».
Les « ressortissants français » s'entendaient des « ressortissants des territoires d'outre-mer » visés à l'article 80 de la Constitution du 27 octobre 1946.
Celui-ci disposait : « Tous les ressortissants des territoires d'outre-mer ont la qualité de citoyen, au même titre que les nationaux français de la métropole ou des territoires d'outre-mer. Des lois particulières établiront les conditions dans lesquelles ils exercent leurs droits de citoyens ». 
Ce faisant, il conférait valeur constitutionnelle à l'article unique de la loi n° 46-940 du 7 mai 1946 tendant à proclamer citoyens tous les ressortissants des territoires d'outre-mer, dite loi Lamine Guèye, aux termes duquel : « À partir du 1er juin 1946, tous les ressortissants des territoires d'outre-mer (Algérie comprise) ont la qualité de citoyen, au même titre que les nationaux français de la métropole et des territoires d'outre-mer. Des lois particulières établiront les conditions dans lesquelles ils exerceront leurs droits de citoyens ».
Selon Pierre Lampué, les dispositions sus rappelées devaient être interprété, d'après les travaux préparatoires, de la façon suivante.
D'une part, la « qualité de citoyen » était celle de citoyen français, et non celle de citoyen de l'Union française.
D'autre part, les « ressortissants des territoires d'outre-mer » étaient les personnes originaires de ces territoires qui, n'ayant pas le « statut civil français », et étaient précédemment regardés comme non-citoyens.
Les « nationaux français » étaient, quant à eux, les personnes qui, étant régies par le « statut civil français », avaient la qualité de citoyen français avant le 1er juin 1946.

## La pratique de l'article

### Souveraineté nationale

#### Exercice de la souveraineté

##### Exercice par les représentants
Dans sa décision n° 76-71 DC du 30 décembre 1976, Décision du conseil des Communautés européennes du 20 septembre 1976, relative à l'élection de l'Assemblée au suffrage universel directe, le Conseil constitutionnel a considéré que « la souveraineté qui est définie à l'article 3 de la Constitution de la République française, tant dans son fondement que dans son exercice, ne peut être que nationale et que seuls peuvent être regardés comme participant à l'exercice de cette souveraineté les représentants du peuple français élus dans le cadre des institutions de la République », pour en déduire que l'Assemblée des Communautés européennes — actuel Parlement européen — « n'appartient pas à l'ordre institutionnel de la République française » et, dès lors, « ne participe pas à l'exercice de la souveraineté nationale ».
Le Conseil constitutionnel a réitéré sa position dans sa décision n° 92-308 DC du 9 avril 1992, dite Maastricht I. Il a considéré que le Parlement européen « n'a pas vocation à concourir à l'exercice de la souveraineté nationale » au motif que celui-ci « appartient à un ordre juridique propre qui, bien que se trouvant intégré [à l'ordre] juridique des différents États membres des Communautés [européennes], n'appartient pas à l'ordre institutionnel de la République française ».

##### Exercice par la voie du référendum
Dans un arrêt d'Assemblée du 30 octobre 1998, Sarran, Levacher et autres, le Conseil d'État a considéré qu'il résulte des dispositions des articles 3 et 60 de la Constitution du 4 octobre 1958 et de l'article 46 de ordonnance n° 58-1067 du 7 novembre 1958, portant loi organique sur le Conseil constitutionnel, que « seuls les référendums par lesquels le peuple français exerce sa souveraineté, soit en matière législative dans les cas prévus par l'article 11 de la Constitution, soit en matière constitutionnelle comme le prévoit l'article 89, sont soumis au contrôle du Conseil constitutionnel ».
Ainsi seuls les élus par le peuple participent à la souveraineté nationale. Cela pose la question du mandat sénatorial: participent-ils à la souveraineté nationale (en tant que représentant de la Nation au sein de l'Assemblée) ou sont-ils exclus par les collectivités territoriales? Dans une décision de 1992, le Conseil constitutionnel retient la première solution: "en sa qualité d'assemblée parlementaire le Sénat participe à l'exercice de la souveraineté nationale".
Il est à noter l'absence de virgule entre « peuple » et « qui » dans cette première phrase, ce qui la rend assez étrange : on s'attendrait logiquement (proposition relative explicative, et non déterminative) à « peuple, qui (...) ».

### Droit de suffrage
On notera là aussi une absence (étrange) de virgule, cette fois entre « indirect » et « dans ».
Les trois principes énoncés à l'alinéa 3 de l'article 3 — l'universalité, l'égalité et le secret du suffrage — sont applicables au suffrage local.

### Principe d'égalité
Le principe d'égalité exclut tant le vote plural, que le vote multiple et le vote familial.
Le principe d'égalité du suffrage impose un découpage des circonscriptions "sur des bases essentiellement démographiques" (Conseil constitutionnel, 1985). Ainsi est inconstitutionnelle la technique du Gerrymandering, utilisée au début du XIXe siècle par Elbridge Gerry, alors gouverneur du Massachusetts, pour remporter les élections en découpant les circonscriptions de façon favorable à la majorité sortante[réf. nécessaire]. En 2010, le conseil constitutionnel valide le redécoupage électoral malgré « le caractère discutable des motifs d'intérêt général invoqués pour justifier la délimitation de plusieurs circonscriptions », des procédés considérés comme électoralistes par des élus socialistes, notamment en Moselle et dans le Tarn.

### Parité
La phrase du quatrième alinéa pose elle aussi un problème de virgule, cette fois excédentaire, puisque la phrase logique serait : « Sont électeurs (...) tous les nationaux français majeurs des deux sexes jouissant de leurs droits civils et politiques. »

### Sources
- [Daugeron 2018] Bruno Daugeron, « Le Conseil constitutionnel a-t-il une théorie de la représentation ? », Jus politicum : revue de droit politique, no 21 : « La jurisprudence du Conseil Constitutionnel et les différentes branches du droit »,‎ juillet 2018, p. 215-236 (résumé, lire en ligne  [PDF]).
- [Ghevontian 2003] Richard Ghevontian, « La notion de sincérité du scrutin », Les cahiers du Conseil constitutionnel, no 13,‎ janvier 2003 (lire en ligne ).
- [Simonian-Gineste 2020] Hélène Simonian-Gineste, Introduction au droit constitutionnel, Paris, Ellipses, coll. « Tout-en-un / droit », juillet 2020, 1re éd., 216 p., 16,5 × 24 cm (ISBN 978-2-340-04014-4, EAN 9782340040144, OCLC 1191905386, BNF 46588503, SUDOC 248814338, présentation en ligne, lire en ligne), fiche no 6 (« Le droit de suffrage »), p. 84-100.
- [CC 30 déc. 1976] Conseil constitutionnel, décision no 76-71 DC du 30 décembre 1976.
- [CE Ass. 30 oct. 1998] Conseil d'État, arrêt du 30 octobre 1998, M. Sarran, M. Levacher et autres.